# 23672 Swiggum
23672 Swiggum è un asteroide della fascia principale. Scoperto nel 1997, presenta un'orbita caratterizzata da un semiasse maggiore pari a 2,6743102 UA e da un'eccentricità di 0,1696157, inclinata di 11,90650° rispetto all'eclittica.